# Àrea de control terminal
En aviació, l'àrea de control terminal (terminal control area en anglès, sovint abreviat com TCA als Estats Units i al Canadà o TMA de terminal manoeuvring area a Europa) és un terme que descriu una àrea designada de l'espai aeri controlat que envolta un aeroport on el volum de tràfic és alt. Està destinat a protegir els vols en les maniobres d'aproximació o d'enlairement d'un o més aeroports. L'espai aeri TMA es defineix com una configuració circular centrada en les coordenades geogràfiques de l'aeroport i és diferent de les àrees de control, ja que inclou diferents nivells d'àrees cada vegada més grans, creant la forma d'un «pastís de noces del revés».
Aquest espai aeri és, normalment, controlat, és a dir, pot ser de classe A, B, C, D o E. Al Canadà, el TMA normalment es designa amb les classes B, C i D; als Estats Units, amb la classe B. Al Regne Unit sol ser designada amb les classes A, D i E i a França amb la D i la E, excepte en les zones amb alt tràfic aeri, on es troben les classes C i A.